# 泉州公交503路
泉州公交503路是中华人民共和国泉州市境内的一条公共交通线路，原名303路，全程9.4公里。起讫点为美泰路北段至霞浯社区，运营时间为美泰路北段：7:00-18:30；霞浯社区：7:00-19:00

## 历史
- 2013年1月23日，泉州公交发展有限公司（公交集团前身）上报泉州市物价委关于开通303（现503路）的申请[2]
- 2013年2月2日，泉州公交开通303路[3]。初期运行区间为狮子山公交站-大霞浯，初期运营长度9.5公里。运营时间为7:00-18:00，票价¥1.0/人，使用车型为5部西虎QAC6700Y3-8型柴油空调客车。[4][5]
- 但在开通初期由于线路设计的不合理，造成303路客流惨淡[6]
- 2013年11月1日，303路取消途径狮子山公交站，改为以美泰路北段为起点，并由大霞浯延伸至霞浯社区始发终到[7]
- 2015年4月1日，应泉州市交通委的要求，泉州公交将303路更名为503路[8]
- 2016年2月18日，503路一部运营车辆在途径大霞浯时，该车当班司机在一日内连续两次遭遇一名醉酒男子的殴打[9]
- 2018年4月1日，因开发区公司建制撤销，503路改为隶属一分公司（现名江南公司）。
- 2019年1月7日，503路全线更换为自203路退下的5部金旅XML6775J15CN，并退下5部西虎QAC6700Y3-8，配车数不变。
- 2020年1月29日，受新型冠状病毒肺炎防控要求影响。503路自当日0:00起暂停运行至2月16日。[10][11]
- 2020年2月17日，503路自该日起恢复运营。[12]
- 2022年3月16日，因疫情防控要求暂停中心市区范围内所有公交线路运营。503路自当日首班起再次暂停运营至4月21日。[13]
- 2022年4月22日，503路再次恢复运营。[14]
- 2022年5月10日，503路全线更换为自为自15路、23路退下的4部大金龙XMQ6802AGBEVL2型空调电动巴士，原配5部XML6775J15CN退役。

## 站点
| 路线 | 路线 | 路线 | 所在地区、街道 | 所在地区、街道 | 站点名     | 备注                  |
| ---- | ---- | ---- | -------------- | -------------- | ---------- | --------------------- |
|      |      |      | 开发区         | 美泰路         | 美泰路北段 | 起讫站                |
|      |      |      | 开发区         | 德泰路         | 仙公山公园 |                       |
|      |      |      | 开发区         | 德泰路         | 崇惠街口   | 原名 清濛长途车站     |
|      |      |      | 开发区         | 德泰路         | 锦信       |                       |
|      |      |      | 开发区         | 德泰路         | 三兴集团   |                       |
|      |      |      | 开发区         | 德泰路         | 鸿绮集团   |                       |
|      |      |      | 开发区         | 德泰路         | 德泰路路口 | 原名 晋江二中         |
|      |      |      | 开发区         | 凤池路         | 潘湖村     |                       |
|      |      |      | 开发区         | 凤池路         | 仕春村委会 |                       |
|      |      |      | 开发区         | 凤池路         | 仕春村     |                       |
|      |      |      | 开发区         | 凤池路         | 营边村     |                       |
|      |      |      | 开发区         | 凤池路         | 茂厝村     |                       |
|      |      |      | 晋江市         | 晋明路         | 屿崆村     |                       |
|      |      |      | 晋江市         | 晋明路         | 磁灶坝头   | 原名 坝头村           |
|      |      |      | 晋江市         | 晋明路         | 小桥社区   | 原名 小桥村           |
|      |      |      | 晋江市         | 晋明路         | 道碑厝村   |                       |
|      |      |      | 晋江市         | 晋明路         | 汽车基地   | 原名 特种汽车制造基地 |
|      |      |      | 晋江市         | 霞浯路         | 车厝路口   | 原名 车厝社区         |
|      |      |      | 晋江市         | 霞浯路         | 大霞浯     |                       |
|      |      |      | 晋江市         | 霞浯路         | 霞浯社区   | 起讫站                |

## 票价
503路计价方式为一票制，票价¥1.0。
- 泉通卡普通卡9折，月票卡、敬老卡、爱心卡优惠无效。
- 可使用泉城通APP及支付宝、云闪付、微信乘车码支付

## 配车
503路配车数总计4部，其中：
- 大金龙XMQ6802AGBEVL2  4部

- 西虎QAC6700Y3-8
（2013.2 - 2019.1）
- 金旅XML6775J15CN
（2019.1 - 2022.5）
- 大金龙XMQ6802AGBEVL2
（2022.5 - ）

## 相关
- 泉州公交线路列表